# 实体镜

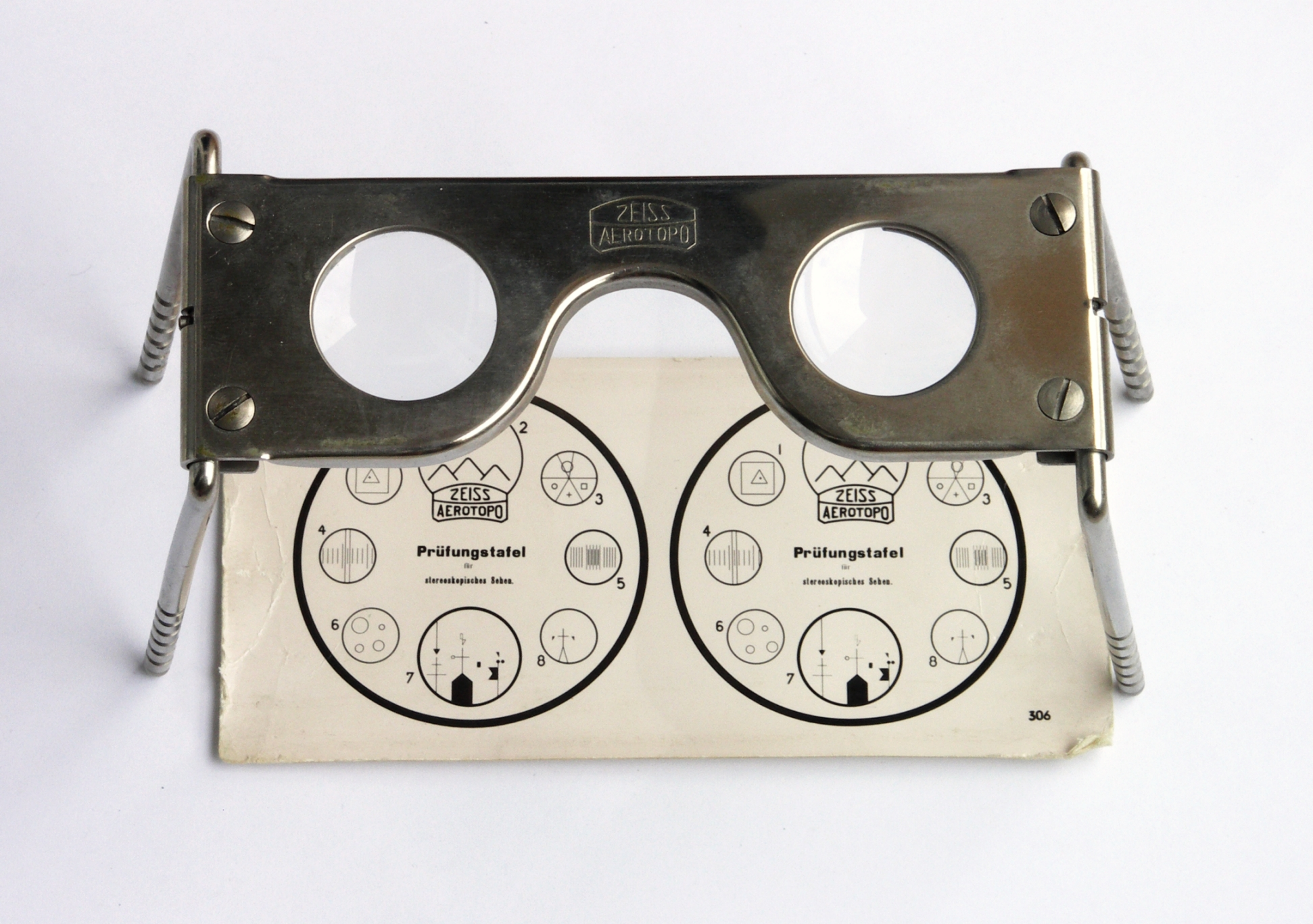
实体镜

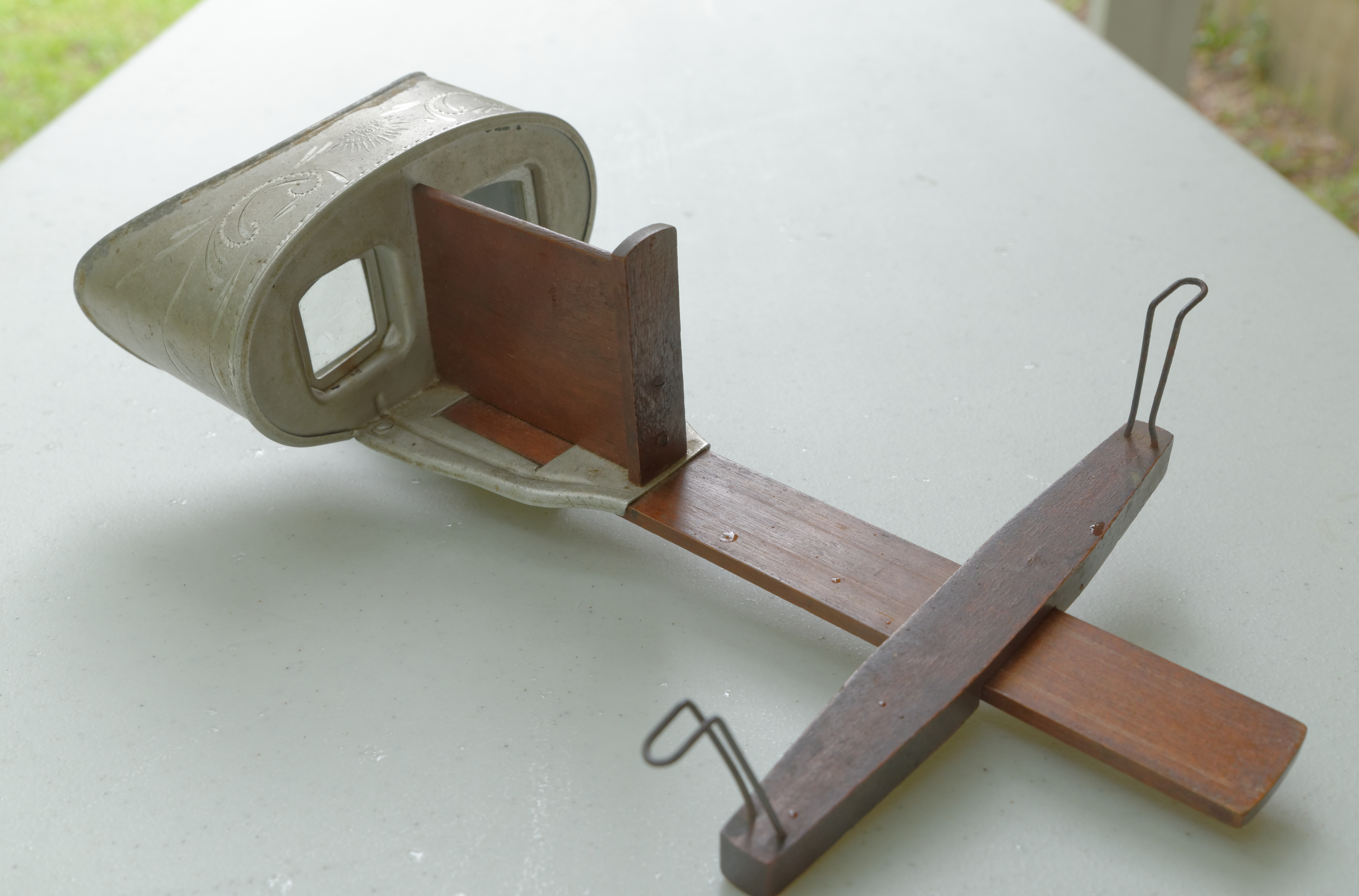
实体镜

实体镜是一種能讓人產生立體感的裝置，通過實體鏡，人們在看到平面图時會誤以為看到的是三维图像。其中实体镜中有2張圖片，對應的分別是人的左右眼，而2張圖片對應的場景必須一致。